# Sebastian Murray
Sebastian Murray (4 februari 2007) is een Schots-Emirati autocoureur.

## Carrière

### Karting
Murray begon zijn autosportcarrière in het karting. Hij reed vooral in kampioenschappen in de Verenigde Arabische Emiraten, waar hij in Dubai woonde. In 2020 werd hij derde in de X30 Junior-klasse van de IAME Series UAE en in 2021 werd hij zevende in deze klasse. In 2021 en 2022 kartte hij ook in respectievelijk de X30 Junior- en de X30 Senior-klasse van de IAME Euro Series. In 2023, zijn laatste jaar in het karten, eindigde hij als achtste in de X30 Senior-klasse van de IAME Series UAE.

### Formule 4
Eind 2022 maakte Murray de overstap naar het formuleracing en nam hij deel aan de niet-kampioenschapsronde van het Formule 4-kampioenschap van de Verenigde Arabische Emiraten op het Yas Marina Circuit in het voorprogramma van de Formule 1-race, de Grand Prix van Abu Dhabi. Hij reed voor het team Xcel Motorsport en werd achtste en negende in de races.
In 2023 begon Murray het seizoen in het Formule 4-kampioenschap van de VAE bij het team Cram Motorsport. Een dertiende plaats op het Kuwait Motor Town was zijn beste race-uitslag, waardoor hij puntloos dertigste in de eindstand werd. Later dat jaar reed hij in de laatste twee raceweekenden van het GB4 Championship voor Graham Brunton Racing op Brands Hatch en Donington Park. Drie negende plaatsen waren zijn beste resultaten. Ook reed hij in het raceweekend op het Autódromo do Estoril van het Spaans Formule 4-kampioenschap voor Saintéloc Racing, waarin een 21e plaats zijn beste race-uitslag was.
In 2024 begon Murray het jaar wederom in het Formule 4-kampioenschap van de VAE, waarin hij overstapte naar het team Hitech Pulse-Eight. Een vijfde plaats op Yas Marina was zijn beste resultaat, waardoor hij met 12 punten als negentiende in het klassement eindigde.

### GB3
In 2024 stapte Murray over naar het GB3 Championship, waarin hij voor het team Chris Dittmann Racing uitkwam. Twee zevende plaatsen op Oulton Park en het Circuit Zandvoort waren zijn beste resultaten. Met 111 punten werd hij achttiende in het kampioenschap.

### Indy NXT
In 2025 maakt Murray de overstap naar de Verenigde Staten en debuteert hij in de Indy NXT bij het team Andretti Cape.